# Don Holcomb
Don Holcomb (Charleston, 4 novembre 1948) è un ex cestista statunitense che giocava nei ruoli di ala grande e centro.

## Carriera
Giocatore di buona altezza (208 cm) aveva un fisico longilineo ed era molto rapido con un peso di 102 kg che, rispetto ai pivot di peso che negli anni settanta superavano i 120 kg, lo annoverano tra i lunghi molto tecnici e rapidi.
Proveniente dal College di Memphis State Tigers, al Draft NBA 1972 fu selezionato dai Boston Celtics al sesto giro (94ª scelta assoluta).
Nell'estate del 1972 venne chiamato dal Brill Cagliari che si apprestava ad affrontare la sua seconda stagione in A.
Dopo un'ottima stagione a Cagliari, con una media di 28 punti a partita, andò a giocare in altre squadre in italia tra le quali la Gis Napoli.
Approdato a 23 anni nella massima serie italiana, si dimostrò un grande talento e concluse la sua carriera negli Stati Uniti.